# Michaelskirche (Żernica)

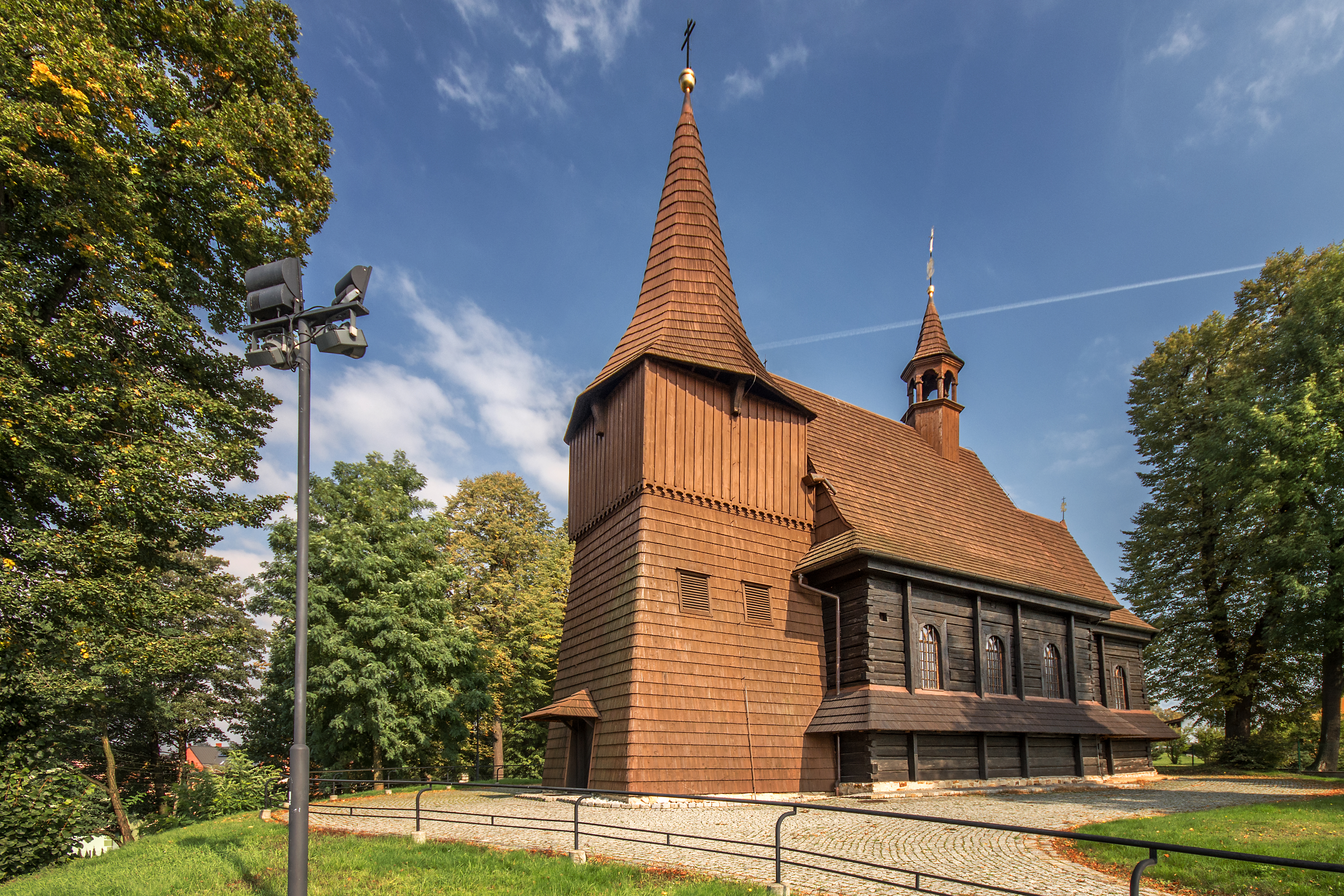
Ansicht der Michaelskirche

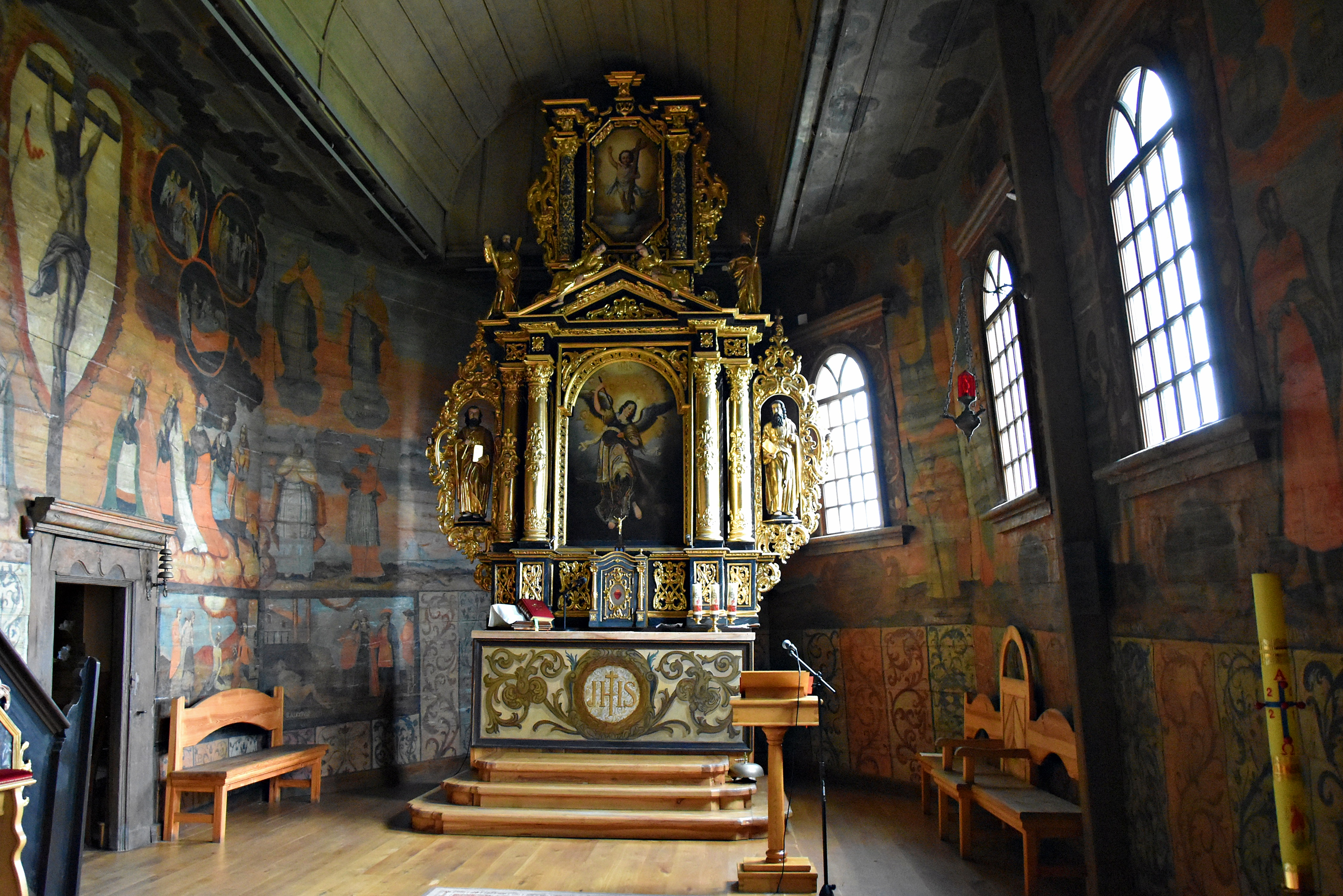
Chorraum mit Hochaltar

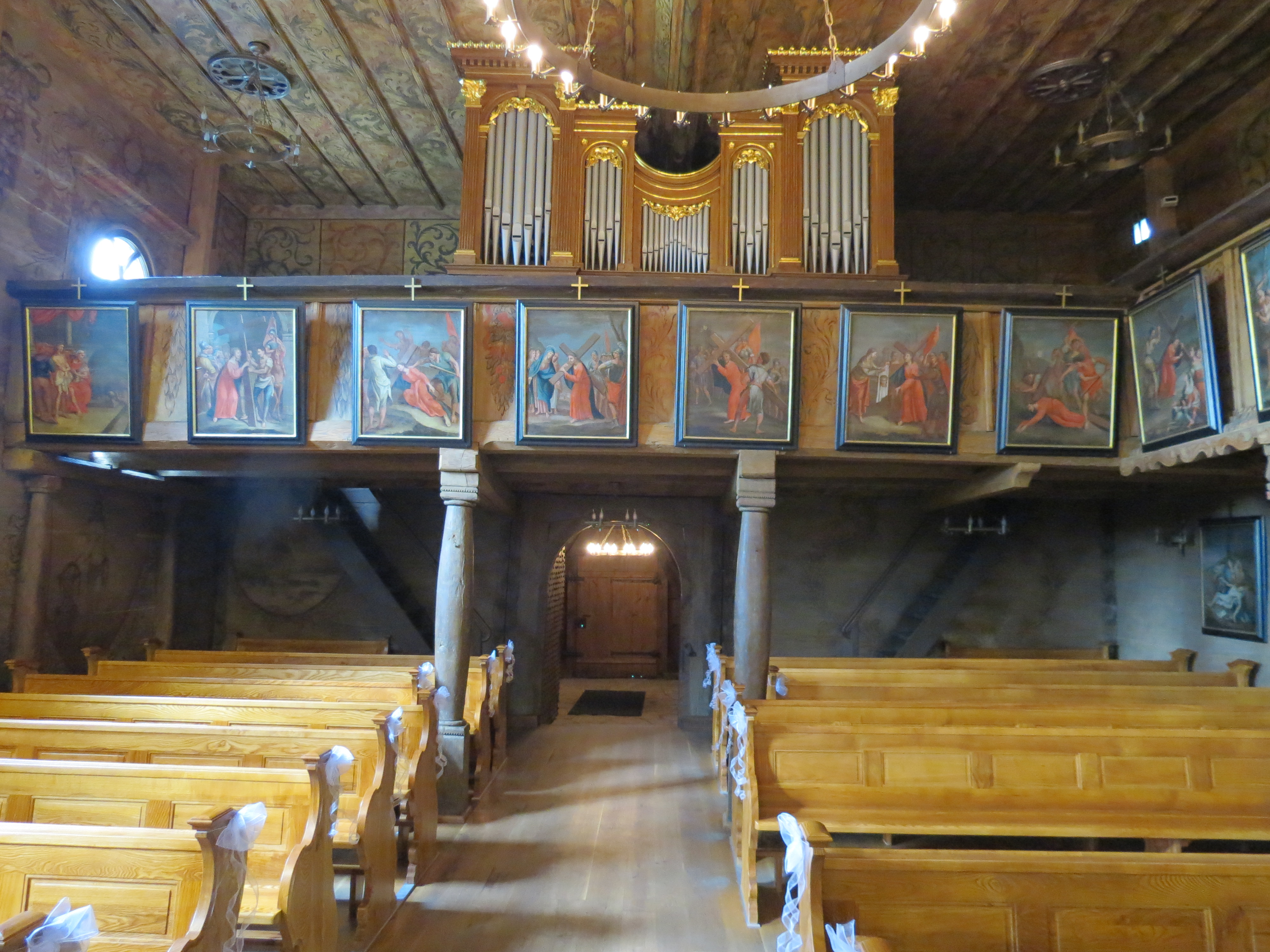
Kirchenschiff

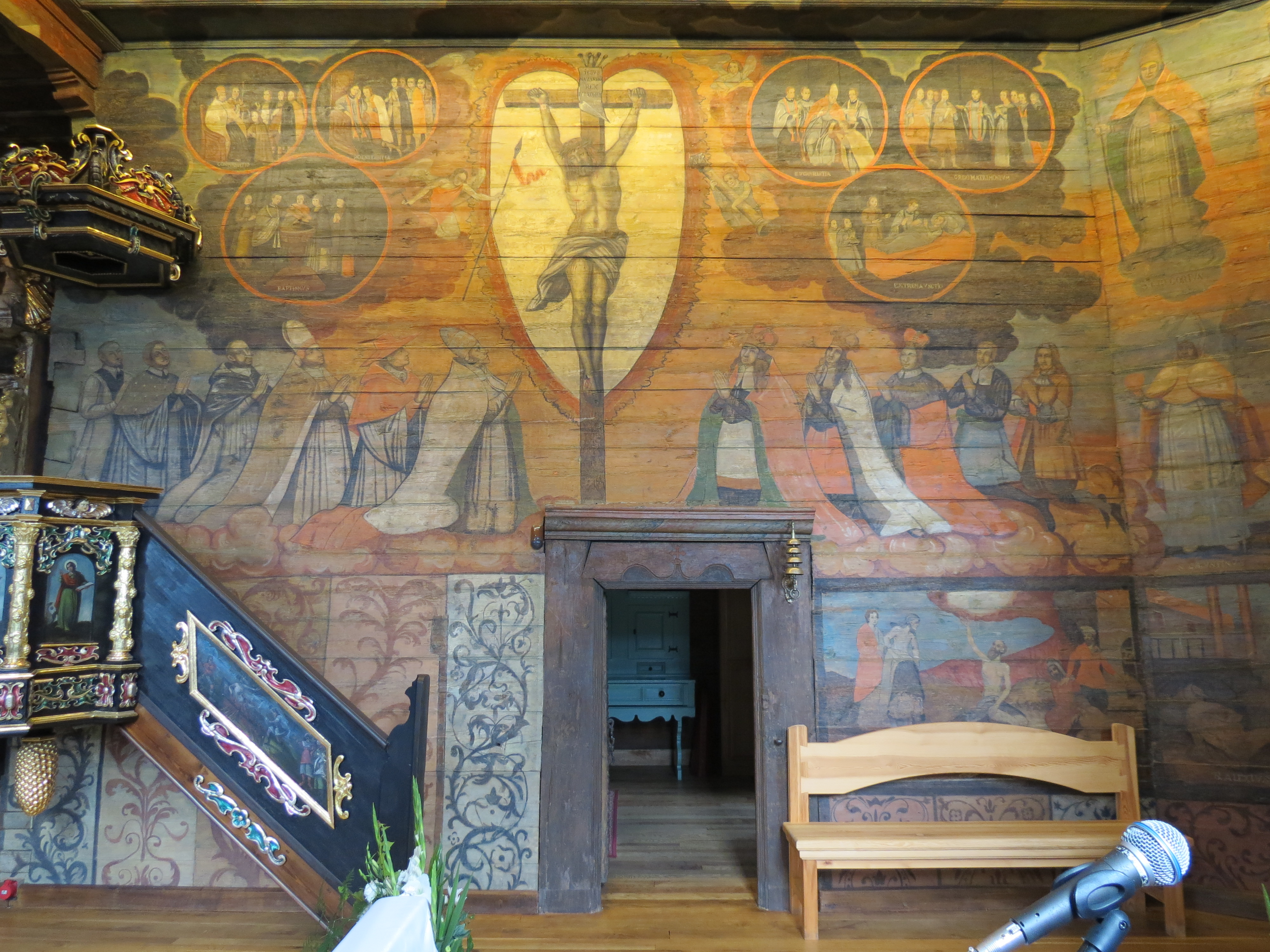
Ausschnitt der Wandmalereien

Die Michaelskirche im oberschlesischen Żernica (Deutsch Zernitz) in der Gemeinde Pilchowice (Pilchowitz) ist eine römisch-katholische Pfarrkirche. Die Schrotholzkirche mit neogotischen Elementen und barocker Innenausstattung stammt aus dem 17. Jahrhundert und ist dem Patronat des Erzengels Michael anvertraut. Die Michaelskirche gehört der Pfarrgemeinde St. Michael in Żernica an, die dem Dekanat Gliwice-Ostropa (Gleiwitz-Ostroppa) des Bistums Gliwice (Gleiwitz) zugehörig ist. Sie befindet sich an der Leopolda Miki 3 auf einer kleinen Anhöhe, den Resten eines mittelalterlichen Burgwalls. Daneben befinden sich Überreste eines Parks aus dem 19. Jahrhundert.
Sie ist auch eine Station der Holzarchitekturroute der Woiwodschaft Schlesien.

## Geschichte
Das Dorf und die Kirche waren seit 1283 im Besitz der Zisterzienser des Klosters Rauden. 1376 und 1447 wurde eine Pfarrkirche erwähnt. Um 1425/1430 zerstörten die Hussiten die Kirche. An der Stelle ihrer Vorgänger wurde auf Initiative des Raudener Abtes Andreas Emanuel Pospel in den Jahren 1648 bis 1661 die heutige Kirche erbaut. Der Kirchturm hingegen stammt noch aus älterer Zeit, aus dem Jahr 1518 und war zuvor wahrscheinlich noch freistehend. 1661 wurde die Kirche geweiht. Bis zur Säkularisation 1810 verblieb sie im Besitz des Klosters.
Am 2. November 1956 wurde sie unter Denkmalschutz gestellt. Die Kirche wurde u. a. in den Jahren 1813, 1836, 1856, 1858, 1864, 1889, 1907, 1927, 1931–1932, 1943–1944 und 1967 restauriert. 1970 wurde im Ort eine neue Kirche erbaut und die Michaelskirche wurde nicht mehr benötigt und genutzt und ihr Zustand verschlechterte sich dadurch. In den Jahren 1998 bis 2008 fand eine umfangreiche Instandsetzung der Kirche statt. Bei diesen wurde auch die 500 m² großen Wandmalereien freigelegt. Am 28. September 2008 wurde die Kirche durch Bischof Gerard Kusz erneut geweiht und wird seitdem wieder regelmäßig für Gottesdienste genutzt.

## Architektur und Ausstattung
Bei der Michaelskirche handelt es sich um ein Bauwerk in Blockbauweise aus Schrotholz auf einem Fundament aus Stein. Sie ist teils neogotisch beeinflusst gestaltet. Als Baumaterial dienten Tannen- und Eichenholz. Die Kirche ist einschiffig und geostet. Sie besitzt an ihrer Vorderseite einen einzelnen Kirchturm, der sich nach oben hin verjüngt. Sie besitzt eine Glocke, die anderen wurden im Zweiten Weltkrieg zu Kriegszwecken eingezogen. Ein weiterer kleiner sechseckiger Turm aus dem Jahr 1858 befindet sich auf dem Dach des Kirchenschiffes als Dachreiter. Das Dach ist mit Schindeln aus Holz gedeckt. Bis in die 2010er Jahre war die Kirche mit Holzbrettern verkleidet gewesen, bei einer Restaurierung wurden diese entfernt.
Die Ausstattung der Kirche ist größtenteils barock. Der barocke Hochaltar von 1648 mit goldenen Verzierungen, Risaliten und Figuren zeigt auf einem Gemälde den Erzengel Michael, der linke Seitenaltar von 1756 besitzt ein Bild Marias mit dem Jesuskind aus dem Jahr 1899 und der rechte klassizistische Seitenaltar aus dem 19. Jahrhundert zeigt den heiligen Josef ebenfalls mit dem Jesuskind im Arm. Die Kanzel aus dem Jahr 1671 ist barock. Sie besitzt außerdem Büsten der heiligen Barbara und der heiligen Dorothea aus dem Jahr 1500, ein Holzkreuz von 1700, Möbel von 1691 und Türen aus dem 17. Jahrhundert. Die Kirche besitzt eine Empore mit einer Orgel, an der sich auch Gemälde mit den Stationen des Kreuzwegs befinden.
Besonders auffallend sind die alten umfangreichen Wandmalereien von 1661 und aus dem 18. Jahrhundert, die nahezu die kompletten Wände und Decken bedecken. Sie stellen Heilige und die ersten Kirchenlehrer dar und zeigen Verzierungen und Szenen aus der Bibel. Der Chorraum zeigt die zwölf Apostel und die sieben Sakramente. Hinter dem Altar sieht man eine Darstellung von Adam und Eva.
Neben der Kirche befindet sich ein Denkmal, für die Zisterzienser, die Priester, die Missionare von der heiligen Familie und für die jenigen, die sich für die Rettung der Kirche engagiert haben.